# Quận Richmond, Virginia
Quận Richmond là một quận thuộc tiểu bang Virginia, Hoa Kỳ.
Quận này được đặt tên theo. Theo điều tra dân số của Cục điều tra dân số Hoa Kỳ năm 2000, quận có dân số 8809 người. Quận lỵ đóng ở Warsaw 6.

## Địa lý
Theo Cục điều tra dân số Hoa Kỳ, quận có diện tích 560 km2, trong đó có 65 km2 là diện tích mặt nước.